# Wołoskowola
Wołoskowola (język poleski: Волосковоля) – wieś w Polsce położona w województwie lubelskim, w powiecie włodawskim, w gminie Stary Brus.
| SIMC    | Nazwa      | Rodzaj    |
| ------- | ---------- | --------- |
| 0108720 | Kułaków    | kolonia   |
| 0108714 | Piasek     | część wsi |
| 0108737 | Wielki Łan | kolonia   |

W latach 1927–1954 miejscowość była siedzibą gminy Wołoskowola. W latach 1954–1968 wieś należała i była siedzibą władz gromady Wołoskowola, po jej zniesieniu w gromadzie Brus Stary. W latach 1975–1998 miejscowość administracyjnie należała do województwa chełmskiego.
Wieś jest sołectwem w gminie Stary Brus. Według Narodowego Spisu Powszechnego z roku 2011 wieś liczyła 325 mieszkańców.
We wsi znajduje się cmentarz prawosławny z murowaną kaplicą św. Michała Archanioła, podlegającą parafii Podwyższenia Krzyża Pańskiego w Horostycie.